# エリック・コマス
エリック・ジルベール・コマス（Érik Gilbert Comas、1963年9月28日 - ）は、フランス人の元レーシングドライバー。1988年のフランスF3選手権および1990年の国際F3000選手権チャンピオン。

## 経歴

### F1以前
1983年にレーシングカートデビュー。1985年にフランス国内のフォーミュラ・ルノー選手権にステップアップし、1986年には同選手権のチャンピオンに輝く。1987年にフランスF3選手権にステップアップし、2年目の1988年に5勝を挙げシリーズチャンピオンを獲得した。
1989年、国際F3000選手権にDAMSから参戦を開始し、すでに1年早くF3000へと参戦し始めていたEJRのジャン・アレジとチャンピオン争いを繰り広げた。同年チャンピオンとなったアレジと同じ39ポイントを獲得したが、3勝を挙げたアレジに対してコマスは2勝であり、勝利数の差でシリーズ2位となった。特にシーズン後半でアレジより好結果が多かったことでシーズン中から翌年に向けてのF1チームとの交渉も持ったが、コマスは「確かにいくつかのF1チームから誘いが来たけど、下位チームだった。今いるDAMSはF3000でトップの優秀なチームなので、学ぶことも多い。DAMSより良いチームでなければ、F1に行っても仕方がない気もする」とコメントし、国際F3000チャンピオンを取ってからF1に行くことを望み、1990年も残留した。同年の国際F3000でのライバルにはエディ・アーバイン、アラン・マクニッシュ、アンドレア・モンテルミーニ、デイモン・ヒルなどがいる中でシーズン4勝を挙げる。これまでのF・ルノーやフランスF3と同じく国際F3000でも「狙い通りに」参戦二年目でのシリーズチャンピオンを獲得した。
同じ国籍のアレジ（Alesi）、エリック・ベルナール（Bernard）と共に「フランスのABC」と呼ばれ、アラン・プロストの後継として大いに期待された。

### F1

#### リジェ
1991年
母国チームのリジェからF1参戦を開始したが、ランボルギーニV12エンジンを搭載するJS35は他チームのマシンより大柄で、速さに欠けていた。開幕戦アメリカGPでは予選不通過を喫し、第2戦のブラジルGPがF1決勝デビュー戦となった（結果はリタイヤ）。開幕戦を含め予選落ちを計3回経験。決勝進出したレースでも下位に埋もれることが多かったが、第5戦カナダGPでは同シーズンベストの成績である8位でチェッカーを受けた。チームメイトで前年に優勝もしている実力者ティエリー・ブーツェンをもってしても同年はノーポイントであり、マシンの戦闘力は高いものではなかった。シーズン中盤からはブーツェンよりも決勝で上位で終えるレースが増加した。
1992年
元々はリジェ残留が決まっていたが、ルノーV10エンジンの搭載が決まり大物ドライバー（ネルソン・ピケ、アラン・プロスト）とのシート争いに巻き込まれ、シートが不安定な状態でオフを過ごす。ピケは金銭面での折り合いがつかず破談。プロストはリジェのニューマシンでコマスのヘルメットを着用してのテスト走行も行ったが、ドライバーとしてだけの契約に関心が無く、リジェを買収しチームオーナーとなる事が大きな目的だったため破断となり休養を発表。こうしてコマスは開幕週に入ってようやくリジェからの参戦が確定した。
エンジンがランボルギーニからルノーへ変更されたことで、JS37も前年のマシンより低重心化され戦闘力を増していた。予選では中盤や上位につけることも多くなり（ベストグリッドは第10戦ドイツGPの7位）、第7戦カナダGPでは決勝6位に入りポイントを獲得した。これはチームにとって3年ぶりの選手権ポイント獲得であった。続く第8戦フランスGPでも5位に入り連続入賞。第10戦ドイツGPでも6位と、年間3度の入賞を果たしチームメイト、ブーツェンが霞む活躍を見せた。一方で、第3戦ブラジルGP・第11戦ハンガリーGPでのブーツェンとの同士討ち、第9戦イギリスGP予選でのイエローフラッグ無視によるリカルド・パトレーゼとの接触事故など、走りの荒さも指摘された。この年コマスが最も注目されたのは第12戦ベルギーGP予選日のクラッシュであった。高速コーナー・ブランシモンでコースアウトし、タイヤバリアに激突後コース内でストップしたマシンの中でコマスは気を失っていた。そして足はスロットルペダルを踏んだまま、エンジン回転数のリミッターに当たり続けている状態で止まっていた。コマスの救出のため、アイルトン・セナが自らのマシンを止めてコマスのコクピットに向かって走る姿がTVカメラで中継され、マシンからガソリンが漏れている中でコマスの頭部が横に動かないようレスキューの人数が整うまで手で支え続けていた。コマスは後年のインタビューにて、「彼は私の命の恩人だ。今も彼は僕の中で生き続けているんだ。92年のあの日以来、ずっとね。」とセナへの感謝を述べている。

#### ラルース
1993年
ラルースに移籍。しかし体制に恵まれず、参加台数の減少もあって予選落ちこそなかったものの、16戦中8戦でリタイヤを喫した。それでも、第8戦フランスGPで予選で9位につけ、第13戦イタリアGPで6位に入るなど存在をアピールする走りも見せた。
1994年
ラルースでの2年目、第2戦パシフィックGPと第9戦ドイツGPの2度6位入賞を果たし、他にも4度のシングルフィニッシュを記録するなど、体制が苦しい中でも結果を残した。第3戦サンマリノGPでは、アイルトン・セナの事故後にチームクルーのミスにより、赤旗提示中にピットアウトしセナの事故現場（クラッシュしたマシンと作業中の多くのマーシャルや医療スタッフがいた）までレーシングスピードで走った。コマスはタンブレロでセナの事故を見た衝撃でF1引退を決意した。コマスは「まずアイルトンの黄色いヘルメットが見えた。何が起きたのかを一瞬にして感じ取った。アイルトンの魂が身体から離れていく。強烈なエネルギーに包まれた現場で、僕は感覚がマヒし、体が凍り付いて動けなくなった。その日、F1をやめようと決意した。」と述べている。
チームオーナーのジェラール・ラルースはコマスと話し合い、現役続行を説得。シーズン終盤まで参戦を続行したが、第15戦日本GPを最後にF1キャリアを終えた。

#### DAMS
1995年
1995年10月、F3000でタイトルを獲得した時の古巣DAMSが、1996年からのF1参戦を目指したニューマシン「GD-01」を完成させ、コマスは「DAMSには恩義があるし、彼らのためならF1に戻る用意がある」としてブガッティ・サーキットにてテスト走行を担当。参戦が実現した場合にはそのドライバーとしてヤン・ラマースと共に候補であったが、参戦資金が十分に集まらずDAMSのF1参戦は実現しなかった。

### 日本でのレース活動

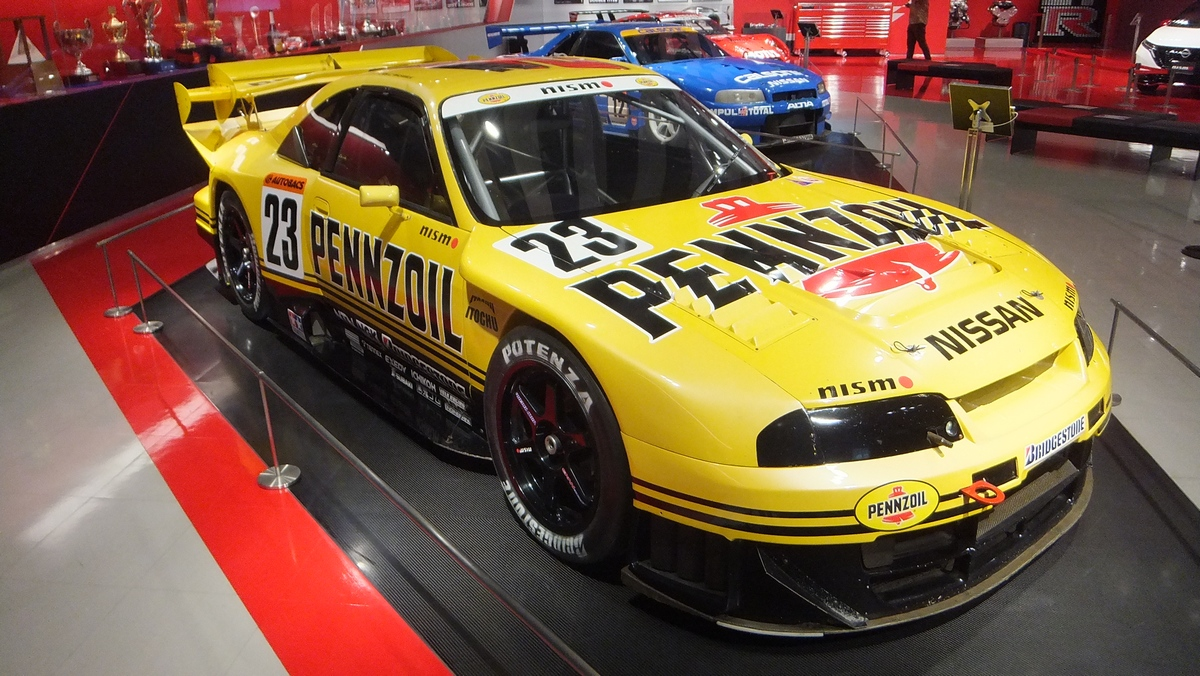
1998年 全日本GT選手権チャンピオン獲得車（NISMOペンゾイルスカイライン）

1995年に来日。以後全日本GT選手権（JGTC）→SUPER GTを中心に活躍した。全日本GT選手権では通算6勝を挙げ、1998年、1999年に2年連続でシリーズチャンピオンを獲得した。1997年に日産(NISMO)が力を注ぎル・マン24時間レース参戦のために開発したR390プロジェクトでは、エースチーム格である23号車で星野一義、影山正彦と組み5位完走を果たした。
またドライバー活動の傍ら、2001年には「コマス・レーシング・マネジメント株式会社」を設立。ステファン・サラザンやジェレミー・デュフォア、ロニー・クインタレッリなど多くの若手ドライバーのマネジメントを担当したほか、欧州における日本のJGTC・SUPER GTのテレビ放映権も獲得し、ユーロスポーツ・Motors TVといった欧州のスポーツ専門TVチャンネル向けに放映権を再販するビジネスを手掛けた。
2006年もSUPER GTに参戦したが、急性腰痛症により第5戦を欠場し、第6戦に復帰したが体調は改善できず、残りの3戦を断念。コマスの代役は荒聖治が務めた。

### 近況
2007年以降、コマスは日本でのレース活動を行っていない。そのため日本語版の公式ウェブサイトは削除されたほか、コマス・レーシング・マネジメントも2007年限りで業務を終了した（なお業務は別会社である「グローバル・レーシング・マネージメント」へ引き継がれた）。
2012年3月、同年のル・マン24時間レースに参戦するデルタウィング - ニッサンのテストドライバーに起用されることが発表され、テストドライバーとしてレース活動を再開した。
2015年　d'Italie des Rallyes historiquesのチャンピオンを獲得。ランチア・ストラトスをドライブ。
2017年　European Historic Rally Championshipのチャンピオンを獲得。ランチア・ストラトスをドライブ。

## レース戦績

### フランス・フォーミュラ3選手権
| 年     | チーム             | エンジン       | 1     | 2     | 3     | 4     | 5      | 6       | 7     | 8     | 9     | 10      | 11    | 12    | 13    | 順位 | ポイント |
| ------ | ------------------ | -------------- | ----- | ----- | ----- | ----- | ------ | ------- | ----- | ----- | ----- | ------- | ----- | ----- | ----- | ---- | -------- |
| 1987年 | エキュリエ・エルフ | アルファロメオ | ALB 7 | NOG 5 | MAG 5 | DIJ 3 | LEC 6  | PAU Ret | ROU 5 | LEC 3 | LAC 3 | NOG Ret | BUG   | LED 4 | CET 6 | 6位  | 70       |
| 1988年 | エキュリエ・エルフ | アルファロメオ | NOG 1 | DML 1 | PAU 3 | LAC 4 | ROU 10 | LEC 4   | ALB 2 | NOG 2 | BUG 2 | LED 1   | CET 1 | DIJ 3 |       | 1位  | 138      |

### マカオグランプリ
| 年     | チーム     | シャーシ/エンジン | 予選 | レース1 | レース2 | 総合順位 |
| ------ | ---------- | ----------------- | ---- | ------- | ------- | -------- |
| 1988年 | KTR Racing | ラルト・VW        | 27位 | 16位    | 8位     | 10位     |

### 国際F3000選手権
| 年     | チーム | 1     | 2     | 3       | 4     | 5       | 6       | 7       | 8       | 9       | 10    | 11    | 順位 | ポイント |
| ------ | ------ | ----- | ----- | ------- | ----- | ------- | ------- | ------- | ------- | ------- | ----- | ----- | ---- | -------- |
| 1989年 | DAMS   | SIL 5 | VLL 4 | PAU DNQ | JER 2 | PER Ret | BRH 3   | BIR Ret | SPA 2   | BUG 1   | DIJ 1 |       | 2位  | 39       |
| 1990年 | DAMS   | DON 1 | SIL 2 | PAU Ret | JER 1 | MNZ 1   | PER Ret | HOC 4   | BRH Ret | BIR Ret | BUG 1 | NOG 2 | 1位  | 51       |

### F1
| 年     | チーム   | シャシー | 1       | 2       | 3       | 4       | 5       | 6       | 7       | 8       | 9       | 10      | 11      | 12      | 13      | 14      | 15      | 16      | 順位 | ポイント |
| ------ | -------- | -------- | ------- | ------- | ------- | ------- | ------- | ------- | ------- | ------- | ------- | ------- | ------- | ------- | ------- | ------- | ------- | ------- | ---- | -------- |
| 1991年 | リジェ   | JS35     | USA DNQ | BRA Ret | SMR 10  | MON 10  | CAN 8   | MEX DNQ | FRA 11  | GBR DNQ | GER Ret | HUN 10  | BEL Ret | ITA 11  | POR 11  | ESP Ret | JPN Ret | AUS 18  | 29位 | 0        |
| 1992年 | リジェ   | JS37     | RSA 7   | MEX 9   | BRA Ret | ESP Ret | SMR 9   | MON 10  | CAN 6   | FRA 5   | GBR 8   | GER 6   | HUN Ret | BEL DNQ | ITA Ret | POR Ret | JPN Ret | AUS Ret | 11位 | 4        |
| 1993年 | ラルース | LH93     | RSA Ret | BRA 10  | EUR 9   | SMR Ret | ESP 9   | MON Ret | CAN 8   | FRA 16  | GBR Ret | GER Ret | HUN Ret | BEL Ret | ITA 6   | POR 11  | JPN Ret | AUS 12  | 21位 | 1        |
| 1994年 | ラルース | LH94     | BRA 9   | PAC 6   | SMR Ret | MON 10  | ESP Ret | CAN Ret | FRA Ret | GBR Ret | GER 6   | HUN 8   | BEL Ret | ITA 8   | POR Ret | EUR Ret | JPN 9   | AUS     | 23位 | 2        |

- 太字はポールポジション、斜字はファステストラップ (key)。

### 全日本GT選手権/SUPER GT
| 年     | チーム                 | 使用車両               | クラス | 1      | 2      | 3       | 4       | 5       | 6       | 7       | 8     | 9   | 順位 | ポイント |
| ------ | ---------------------- | ---------------------- | ------ | ------ | ------ | ------- | ------- | ------- | ------- | ------- | ----- | --- | ---- | -------- |
| 1995年 | TOYOTA TEAM CERUMO     | トヨタ・スープラ       | GT1    | SUZ 5  | FSW 14 | SEN 15  | FSW Ret | SUG 11  | MIN DSQ |         |       |     | 19位 | 8        |
| 1996年 | TOYOTA Castrol TEAM    | トヨタ・スープラ       | GT500  | SUZ 16 | FSW 4  | SEN 1   | FSW Ret | SUG 4   | MIN 2   |         |       |     | 3位  | 55       |
| 1997年 | NISMO                  | 日産・スカイラインGT-R | GT500  | SUZ 1  | FSW    | SEN 2   | FSW 10  | MIN 9   | SUG 3   |         |       |     | 6位  | 50       |
| 1998年 | NISMO                  | 日産・スカイラインGT-R | GT500  | SUZ 1  | FSW C  | SEN 1   | FSW 10  | TRM 4   | MIN 4   | SUG 6   |       |     | 1位  | 67       |
| 1999年 | NISMO                  | 日産・スカイラインGT-R | GT500  | SUZ 2  | FSW 5  | SUG 6   | MIN 1   | FSW 3   | TAI 7   | TRM 3   |       |     | 1位  | 77       |
| 2000年 | NISMO                  | 日産・スカイラインGT-R | GT500  | TRM 1  | FSW 6  | SUG Ret | FSW 4   | TAI 3   | MIN 3   | SUZ 5   |       |     | 2位  | 68       |
| 2001年 | NISMO                  | 日産・スカイラインGT-R | GT500  | TAI 13 | FSW 4  | SUG 10  | FSW 2   | TRM Ret | SUZ 3   | MIN 2   |       |     | 4位  | 53       |
| 2002年 | NISMO                  | 日産・スカイラインGT-R | GT500  | TAI 12 | FSW 6  | SUG 4   | SEP 16  | FSW 14  | TRM 17  | MIN Ret | SUZ 8 |     | 19位 | 19       |
| 2003年 | TOYOTA TEAM TOM'S      | トヨタ・スープラ       | GT500  | TAI 6  | FSW 10 | SUG 2   | FSW 7   | FSW 5   | TRM 2   | AUT 8   | SUZ 8 |     | 5位  | 61       |
| 2004年 | ハセミモータースポーツ | 日産・フェアレディZ    | GT500  | TAI 6  | SUG 6  | SEP 4   | TOK 3   | TRM 7   | AUT Ret | SUZ 3   |       |     | 4位  | 50       |
| 2005年 | ハセミモータースポーツ | 日産・フェアレディZ    | GT500  | OKA 3  | FSW 9  | SEP Ret | SUG 15  | TRM 13  | FSW 4   | AUT 3   | SUZ 4 |     | 8位  | 42       |
| 2006年 | KONDO RACING           | 日産・フェアレディZ    | GT500  | SUZ 10 | OKA 10 | FSW 10  | SEP 8   | SUG     | SUZ 5   | TRM     | AUT   | FSW | 18位 | 18       |

### 全日本GT選手権 （ノン・チャンピオンシップ）
| 年     | チーム                 | コ.ドライバー | 使用車両               | クラス | 1       | 2       |
| ------ | ---------------------- | ------------- | ---------------------- | ------ | ------- | ------- |
| 1996年 | TOYOTA Castrol TEAM    | 竹内浩典      | トヨタ・スープラ       | GT500  | CEN 2   |         |
| 1997年 | NISMO                  | 鈴木亜久里    | 日産・スカイラインGT-R | GT500  | TRM1 1  | TRM2 1  |
| 1998年 | NISMO                  | 影山正美      | 日産・スカイラインGT-R | GT500  | TAI1 10 | TAI2 10 |
| 1999年 | NISMO                  | 本山哲        | 日産・スカイラインGT-R | GT500  | AUT 4   |         |
| 2000年 | NISMO                  | 影山正美      | 日産・スカイラインGT-R | GT500  | SEP 7   |         |
| 2001年 | NISMO                  | 影山正美      | 日産・スカイラインGT-R | GT500  | SEP 4   |         |
| 2004年 | ハセミモータースポーツ | 金石年弘      | 日産・フェアレディZ    | GT500  | CSW1 1  | CSW2 9  |

### 全日本ツーリングカー選手権
| 年     | チーム             | 使用車両           | 1       | 2      | 3      | 4       | 5        | 6        | 7       | 8      | 9      | 10     | 11       | 12     | 13     | 14     | 順位 | ポイント |
| ------ | ------------------ | ------------------ | ------- | ------ | ------ | ------- | -------- | -------- | ------- | ------ | ------ | ------ | -------- | ------ | ------ | ------ | ---- | -------- |
| 1996年 | TOYOTA TEAM CERUMO | トヨタ・コロナEXiV | FSW1 18 | FSW2 6 | SUG1 6 | SUG2 10 | SUZ1 Ret | SUZ2 Ret | MIN1 13 | MIN2 8 | SEN1 6 | SEN2 5 | TOK1 Ret | TOK2 8 | FSW1 1 | FSW2 3 | 8位  | 52       |

### ル・マン24時間レース
| 年     | チーム                             | コ・ドライバー                                      | 使用車両                              | クラス | 周回 | 総合順位 | クラス順位 |
| ------ | ---------------------------------- | --------------------------------------------------- | ------------------------------------- | ------ | ---- | -------- | ---------- |
| 1995年 | ラルブル・コンペティション         | ジャン＝ピエール・ジャリエ ヘスス・パレハ           | ポルシェ・911 GT2 Evo                 | GT1    | 64   | DNF      | DNF        |
| 1997年 | NISMO TWR                          | 星野一義 影山正彦                                   | 日産・R390 GT1                        | GT1    | 294  | 12位     | 5位        |
| 1998年 | NISMO TWR                          | ヤン・ラマース アンドレア・モンテルミーニ           | 日産・R390 GT1                        | GT1    | 342  | 6位      | 6位        |
| 1999年 | NISMO                              | ミハエル・クルム 本山哲                             | 日産・R391                            | LMP    | 110  | DNF      | DNF        |
| 2002年 | プレイステーション・チーム・オレカ | オリビエ・ベレッタ ペドロ・ラミー                   | ダラーラ・SP1-ジャッド                | LMP900 | 359  | 5位      | 4位        |
| 2004年 | ペスカロロ・スポール               | ソエイル・アヤリ ブノワ・トレルイエ                 | ペスカロロ・C60-ジャッド              | LMP1   | 361  | 4位      | 4位        |
| 2005年 | ペスカロロ・スポール               | エマニュエル・コラール ジャン＝クリストフ・ブイヨン | ペスカロロ・C60-プジョー              | LMP1   | 368  | 2位      | 2位        |
| 2006年 | ペスカロロ・スポール               | エマニュエル・コラール ニコラ・ミナシアン           | ペスカロロ・C60 ハイブリッド-ジャッド | LMP1   | 352  | 5位      | 4位        |

### 世界ラリー選手権
| 年     | チーム     | 使用車両                         | クラス | 1   | 2   | 3   | 4   | 5   | 6   | 7   | 8   | 9   | 10  | 11  | 12  | 13      | 14  | 順位 | ポイント |
| ------ | ---------- | -------------------------------- | ------ | --- | --- | --- | --- | --- | --- | --- | --- | --- | --- | --- | --- | ------- | --- | ---- | -------- |
| 2000年 | Érik Comas | 三菱・ランサーエボリューションVI | Gr.N   | MON | SWE | KEN | POR | ESP | ARG | CRG | NZL | FIN | CYP | FRA | ITA | AUS Ret | GBR | NC   | 0        |

## エピソード
- 身長176cm、血液型O型。
- 元々幼少の頃はWRCドライバーになる事が夢でF1ドライバーを目指していた訳では無かった。しかし、ラリーに出場にあたって自動車免許が必須であった為、当時まだ免許が取れる年齢に満たしていなかったコマスはカートから始めたのがF1への切っ掛けとなった。F1引退後、NISMOから全日本GT選手権に出場しながら並行してWRCのグループN等にスポット参戦していた。
- フォーミュラ・ルノー時代は当時渡仏していた片山右京と同じレースを走ったこともあった。コマスはフランスで常にトップ集団にいたため、下位を走っていた右京は｢F1に行ってからも僕はライバル意識がある｣とフジテレビの番組内で話している。一方で、コマスは片山の事を「フォーミュラ・ルノーやF1に出てた時はアグレッシブなドライビングだったが、全日本GT選手権に出る事にはアグレッシブなドライビングではなかった」と語り、ドライビングを「フランスワイン」と評した。
- 国際F3000参戦時まではRacing Onなど日本のレース雑誌上では母国語読みの「エリック･コマ」で報じられていたが、F1デビューに当たり、フジテレビが「エリック･コマス」と表記したため、以後この呼び名が日本のレースファンでは一般化した。
- 同じレースを走ったドライバーからは、走行マナーがとても良いとされる。しかしリジェ在籍時の1992年、この年つねに先頭を走る存在だったナイジェル・マンセルが、ドライバーズミーティングで周回遅れになる際のコマスの走り方について譲るのが遅いと非難した。これまでのキャリアで周回遅れにされることを経験してこなかったコマスはこう言われたとき悔しさのあまり涙した。
- リジェ在籍中の1992年、開催サーキットで予選前日に行われたチーム対抗戦の自転車レースで優勝した。
- 1993年、コースを走行する際にヘルメットの中でサングラスを着用して出走するようになった。スモークシールドに交換するのではなく、クリアシールド装着の中にサングラスのスタイルは珍しかったため話題となった[13]。
- コマス自身の証言では、1994年5月1日のサンマリノグランプリ決勝レース前のブリーフィングでセナの隣のイスに座っており、前日までに続いた事故と安全性について話をしていた。セナはコマスに「来週電話するよ。僕たちが安全性について何かをしなければいけない。」と話した会話が最後になった。コマスは「自分が、彼と最後に話をしたレーシングドライバーになったという事実。これを受け入れるには長い期間が必要だった」と述べている[7]。
- コマスが参戦していた時期のF1を「当時のウイリアムズ、マクラーレン、フェラーリといったチームにはハイテク装備を満載していた。トラクションコントロール、セミAT、ABS等。僕ら（リジェ、ラルース）にはそういった装備は一切なかったし、ギアボックスはHパターン式だった。グループNのラリーカーでグループAに挑むようなもの」と振り返った[14]。
- 来日してからあまり時間をかけずに日本語でのほぼ完璧なコミュニケーションを身につけたことで、日本のレース関係者を大いに驚かせた。しかし、コマスは元々F1参戦中からある程度の日本語を習得しており、川井一仁が1994年のスペインGPで「パドックでコマスを見かけて声を掛けたら、全て日本語で会話が成立した」というエピソードを当時『F1グランプリ特集』（ソニー・マガジンズ）の連載で披露した[15]。
- コマスをもじった「エリック・コマツ」なるライセンスネームを持つ日本人ドライバーが存在する。
- 全日本GT選手権、SUPER GT独自ルールのウエイトハンデ（現：サクセスウエイト）について「GTレースを成立させるには、唯一の方法だと思う。たとえば、当時の日産とトヨタではクルマの基本構成は大きく異なっていた[16]。それを同じ土俵で戦わせるにはハンデキャップ制をとるしか方法がなかったんだ。これは素晴らしい規則で、もしもこれが導入されなかったらポルシェ・カレラカップのようなワンメイクレースしかない」と好意的なコメントを残した[17]。
- 1998年にル・マン24時間レースで実際に使用された日産・R390GT1を所有している。但し自身がドライブした車両ではなく、ジョン・ニールセン、フランク・ラゴルス、ミハエル・クルムによって総合5位に入賞したシャシーナンバーR8(VIN:78009)である。エリックはこの車両に大掛かりなレストアを施した上で公道走行が可能な仕様にコンバートを行い、フランス国内でナンバーの取得を行っている。2023年には同車をイタリアで開催された「コンコルソ・デレガンツァ」のほか、2023年7月にイギリスで開催された「グッドウッド・フェスティバル・オブ・スピード」にも出展している。
- 国際F3000チャンピオンやF1を経験していることもあり、ドライビングテクニックには日本国内レース関係者からも定評がある。全日本GT選手権では、1999年の美祢での片山右京、2003年の菅生での脇阪寿一との数十周に渡ってトップ争いを展開した。反面、タイヤやマシンを労わらない走行が目立ち、上記の寿一とのバトルではタイヤを労わらずに走行した結果、ファイナルラップでオーバーテイクを許してしまった。また、2000年の鈴鹿において金石勝智に何回も接触しながらオーバーテイクしたが、接触によるクルマのバランス悪化やタイヤやミッションの劣化を招き、後半のロングスティントを担当する影山は苦戦させてしまった。